# NGC 6755
NGC 6755 (другое обозначение — OCL 96) — рассеянное скопление в созвездии Орёл.
Этот объект входит в число перечисленных в оригинальной редакции «Нового общего каталога».